# Hugo Koblet
Hugo Koblet (Zurique, 21 de março de 1925 - Uster, 6 de novembro de 1964) foi um ciclista suíço. Venceu o Tour de France em 1951 e do Giro d'Italia em 1950 . Atuou como ciclista profissional entre 1946 e 1958, período em que obteve 70 vitórias.